# Когершин
Когерши́н (каз. Көгершін) — село у складі району Турара Рискулова Жамбильської області Казахстану. Адміністративний центр Когершинського сільського округу.
У радянські часи село називалось Конезавод № 97.
Населення — 3482 особи (2021; 3238 у 2009, 3060 у 1999, 2959 у 1989).